# اهتلار، کاملیدر
اهتلار، کاملیدر (به لاتین: Ahatlar, Çamlıdere) یک Köy در ترکیه است که در استان آنکارا واقع شده‌است.